# Pulaski County (Indiana)
Pulaski County ist ein County im Bundesstaat Indiana der Vereinigten Staaten. Der Verwaltungssitz (County Seat) ist Winamac.

## Geographie
Das County liegt im mittleren Nordwesten von Indiana und hat eine Fläche von 1126 Quadratkilometern, wovon zwei Quadratkilometer Wasserfläche sind. Es grenzt im Uhrzeigersinn an folgende Countys: Starke County, Marshall County, Fulton County, Cass County, White County und Jasper County.

## Geschichte
Pulaski County wurde am 7. Februar 1835 aus Teilen des Cass County und des St. Joseph County gebildet. Benannt wurde es nach Kazimierz Pułaski, einem ehemaligen polnischen Soldaten und Politiker, der nach Amerika auswanderte und zum Helden im Amerikanischen Unabhängigkeitskrieg wurde. Er starb in der Schlacht von Savannah.
6 Bauwerke und Stätten des Countys sind im National Register of Historic Places eingetragen (Stand 3. September 2017).

## Politik
Pulaski County gehört zum 16. Wahlbezirk für das Repräsentantenhaus von Indiana. Derzeitiger Abgeordneter ist seit 2022 Kendell Culp (Republikaner). Im Senat von Indiana gehört es zum 5. Wahlbezirk und wird von Ed Charbonneau (Republikaner) vertreten.
Auf nationaler Ebene gehört Pulaski County zum 2. Kongressdistrikt von Indiana, der seit 2022 von Rudy Yakym (Republikaner) vertreten wird.

## Demografische Daten

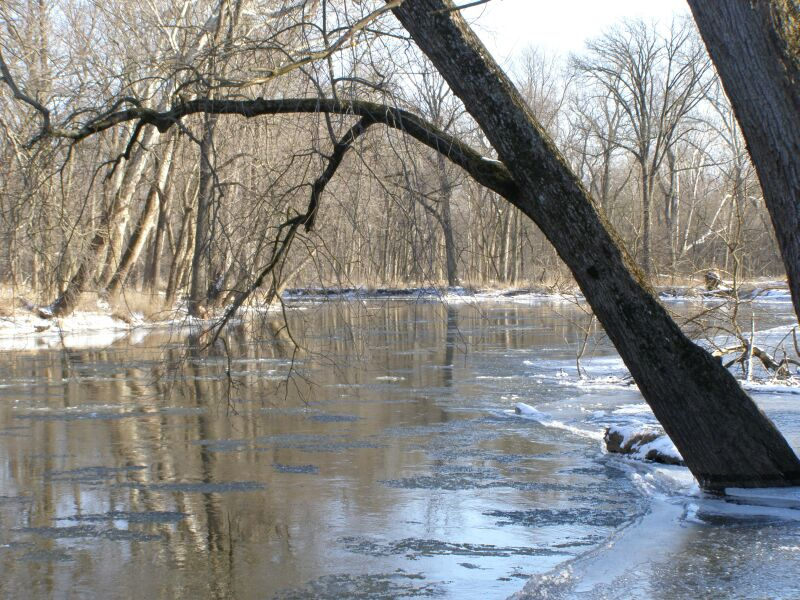
Der Tippecanoe River im Tippecanoe River State Park

Nach der Volkszählung im Jahr 2000 lebten im Pulaski County 13.755 Menschen in 5170 Haushalten und 3779 Familien. Die Bevölkerungsdichte betrug zwölf Einwohner pro Quadratkilometer. Ethnisch betrachtet setzte sich die Bevölkerung zusammen aus 97,53 Prozent Weißen, 0,92 Prozent Afroamerikanern, 0,22 Prozent amerikanischen Ureinwohnern, 0,20 Prozent Asiaten, 0,02 Prozent Bewohnern aus dem pazifischen Inselraum und 0,35 Prozent aus anderen ethnischen Gruppen; 0,76 Prozent stammten von zwei oder mehr Ethnien ab. 1,39 Prozent der Bevölkerung waren spanischer oder lateinamerikanischer Abstammung.
Von den 5170 Haushalten hatten 33,9 Prozent Kinder unter 18 Jahren, die mit ihnen im Haushalt lebten. 61,4 Prozent waren verheiratete, zusammenlebende Paare, 7,3 Prozent waren allein erziehende Mütter und 26,9 Prozent waren keine Familien. 23,5 Prozent waren Singlehaushalte und in 11,4 Prozent lebten Menschen mit 65 Jahren oder darüber. Die Durchschnittshaushaltsgröße betrug 2,59 und die durchschnittliche Familiengröße lag bei 3,06 Personen.
26,9 Prozent der Bevölkerung waren unter 18 Jahre alt, 7,4 Prozent zwischen 18 und 24, 27,3 Prozent zwischen 25 und 44 Jahre. 23,0 Prozent zwischen 45 und 64 und 15,4 Prozent waren 65 Jahre alt oder älter. Das Durchschnittsalter betrug 38 Jahre. Auf 100 weibliche Personen kamen 101,8 männliche Personen. Auf 100 Frauen im Alter von 18 Jahren und darüber kamen 99,7 Männer.
Das jährliche Durchschnittseinkommen eines Haushalts betrug 35.422 USD, das Durchschnittseinkommen der Familien 41.028 USD. Männer hatten ein Durchschnittseinkommen von 30.673 USD, Frauen 21.246 USD. Das Prokopfeinkommen betrug 16.835 USD. 6,3 Prozent der Familien und 8,3 Prozent der Bevölkerung lebten unterhalb der Armutsgrenze.

## Orte im County
- Beardstown
- Denham
- Francesville
- Lakeside
- Lawton
- Medaryville
- Monterey
- Pulaski
- Radioville
- Ripley
- Star City
- Thornhope
- Vanmeter Park
- Winamac

Townships
- Beaver Township
- Cass Township
- Franklin Township
- Harrison Township
- Indian Creek Township
- Jefferson Township
- Monroe Township
- Rich Grove Township
- Salem Township
- Tippecanoe Township
- Van Buren Township
- White Post Township